# Biblioteca popolare
Una biblioteca popolare è il modello di biblioteca pubblica, dedicata alla formazione culturale del popolo, che si afferma in Italia dopo l'Unità e negli Stati Uniti agli inizi del Settecento.

## In Italia

### Gli albori: 1860-1900
La storia delle biblioteche popolari in Italia inizia nel 1861 quando a Prato Antonio Bruni costituisce la prima biblioteca circolante. I cittadini che vogliono usufruire del servizio pagano un contributo di 30 centesimi al mese. Secondo statistiche ufficiali del Regno nel 1863 si contano in Italia 210 biblioteche popolari di cui 164 sono aperte al pubblico. Con la soppressione, nel 1866, delle corporazioni religiose i patrimoni delle biblioteche religiose passano alle biblioteche delle rispettive province. Nel 1866 l'iniziativa di A. Bruni riceve i primi sussidi governativi. L'anno seguente si costituisce a Milano la Società promotrice delle biblioteche popolari, con 50 soci, fondando una biblioteca popolare circolante. Sempre nel 1867 Eugenio Bianchi pubblica a Genova il Giornale delle biblioteche che ha come supplemento Il monitore delle biblioteche popolari circolanti nei comuni del Regno d'Italia. Nel 1869 Bruni promuove la formazione di un Comitato per la diffusione delle biblioteche popolari i cui aderenti si impegnano a fondare una biblioteca popolare. Nel 1870 Bruni pubblica l'Annuario delle biblioteche popolari d'Italia. Verso la fine del secolo, nel 1893, si contano 542 biblioteche popolari.

### I primi anni del secolo: 1900-1922
Nel 1903 si costituisce in seno alla Società Umanitaria, a Milano, il Consorzio per le biblioteche popolari. Aderiscono al Consorzio l'Università popolare, la Società promotrice delle biblioteche popolari, il Comune di Milano e la Cassa di Risparmio. Presidente è Filippo Turati, direttore è Ettore Fabietti, già bibliotecario della Popolare milanese. La biblioteca popolare della università popolare di Milano gioca un ruolo importante nei primi anni del secolo con piccole pubblicazioni che costituiscono gli albori delle dispense universitarie. Attualmente sono presenti delle collezioni di libri dell'Università popolare di Milano all'interno del Museo Nazionale dell'Università in Milano, per un totale di oltre mille pubblicazioni.
Le biblioteche aderenti hanno apertura serale e festiva per favorire l'afflusso dei lavoratori. Il successo del movimento milanese può essere misurato da un dato che si riferisce al 1904, anno in cui le biblioteche popolari milanesi effettuano 60.000 prestiti. Nel 1915 i prestiti effettuati saranno 420.000.   Un contributo importante al movimento delle biblioteche popolari è offerto dal mondo cattolico. Nel 1904 si costituisce la Federazione italiana delle biblioteche cattoliche di don Giovanni Casati che pubblica la Rivista di letture e il Manuale di letture per le biblioteche, le famiglie e le scuole.
Il manuale fornisce istruzione sull'organizzazione e il funzionamento della biblioteca popolare cattolica ed una vasta bibliografia intesa come guida per la costruzione delle raccolte. Dieci anni dopo, nel 1915,  sono 700 le biblioteche che aderiscono a questa Federazione. Nel 1908, a Roma, si tiene il congresso organizzato dal Consorzio di Milano. Si costituisce la Federazione italiana delle biblioteche popolari. Le biblioteche possono aderire alla Federazione pagando una quota. La Federazione stampa un Bollettino (dal 1917 intitolato La parola e il libro) ed edita una collana di saggi divulgativi ed un manuale per la gestione delle biblioteche curato da Fabietti.
Il 14 luglio 1913 apre La Sezione per ragazzi della Biblioteca popolare milanese e nel 1914 iniziano le pubblicazioni della Collana Rossa della Università popolare di Milano e della Federazione italiana biblioteche popolari. Il primo volume è Igiene sociale di Ernesto Bertarelli. Nel 1914 sono 1.500 le biblioteche aderenti alla Federazione italiana biblioteche popolari. Il primo intervento legislativo in materia è del 1917 con la legge organica in materia di biblioteche: Decreto luogotenenziale 2.9.1917 n. 1521. Esso prevede la istituzione di una biblioteca scolastica in ogni classe elementare, affidate ai maestri e finanziate in parte con il contributo degli alunni stessi,  e di una biblioteca popolare in ogni Comune.

### L'avvento del fascismo: 1922-1940
L'apporto di Ettore Fabietti alla Federazione italiana delle biblioteche popolari cessa nel 1926 anno in cui viene estromesso per far posto a Leo Pollini. Il 1926 è anche l'anno dell'istituzione in seno al Ministero della Pubblica istruzione della Direzione generale delle accademie e delle biblioteche che dovrebbe fungere da organo di coordinamento fra le varie iniziative che si sviluppano.  Nel 1928 il censimento delle biblioteche popolari italiane arriva a contare 3270 strutture funzionanti, in prevalenza nel Nord Italia; nel contempo si assiste a una grande diversificazione dei soggetti che istituiscono e gestiscono le biblioteche popolari: Comuni, parrocchie, Opere varie, PNF. Questo panorama estremamente variegato e frammentato porta nel 1932 ad un tentativo di unificazione delle competenze attraverso la costituzione dell'Ente nazionale per le biblioteche popolari e scolastiche (ENBPS) che subito assorbe la Federazione italiana delle biblioteche popolari. Le biblioteche che aderiscono hanno diritto a diversi servizi fra cui: la rivista La parola e il libro, un Listino guida bibliografica, pacchi-libro, sconti sugli acquisti. Nel 1940 sono censite come aderenti all'ENBPS 26.000 biblioteche popolari e scolastiche.

### Chiusura
L'Ente ha cessato l'attività in seguito al DPR 431 del 4/7/1977

## Nel resto del Mondo

### Negli Stati Uniti
La biblioteca organizzata per il popolo sorge in anticipo negli Stati Uniti rispetto al resto del mondo, grazie sia alla mancanza di una tradizione tendente a considerare il libro come un oggetto per pochi esperti, e sia alla esigenza di riunire persone provenienti da culture diverse e pronte a costruire un mondo nuovo superando i vari problemi pratici.
Le differenze rispetto all'organizzazione delle biblioteche popolari italiane è notevole, visto che per gli anglosassoni la struttura nasce coi soldi della gente, e quindi l'individuo paga non solo la fondazione della biblioteca popolare ma anche i libri che chiede di trovare. L'assenza dell'iniziativa statale è compensata dalla partecipazione all'iniziativa da parte di enti locali.
La prima biblioteca popolare viene istituita nella Carolina del Sud nel 1700, contemporaneamente alla nascita della prima legge di tutela delle biblioteche.
Il sistema di fruizione del servizio prevedeva allora e anche oggi, la libera sottoscrizione che garantisce il libero accesso alla lettura dei libri.
Nel corso degli anni non mancano iniziative culturali atte a diffondere la lettura presso la popolazione, e tra di esse i books wagons, ossia biblioteche mobili, e gli aiuti importanti di fondazioni, come la Rockefeller e la Carnegie che diffondono la rete delle biblioteche popolari nelle campagne.

### In Gran Bretagna
In Gran Bretagna la storia delle biblioteche popolari passa attraverso la diffusione delle biblioteche ambulanti rivolte alla popolazione, la più antica delle quali sorge nel 1725 ad Edimburgo. Ma solamente nel 1850 viene resa obbligatoria l'istituzione delle biblioteche popolari e nel 1852 è inaugurata la prima ufficiale struttura per il pubblico, a Manchester; la cerimonia viene nobilitata dalla partecipazione di celebrità, quali Dickens e Thackeray.